# Gerard Höweler

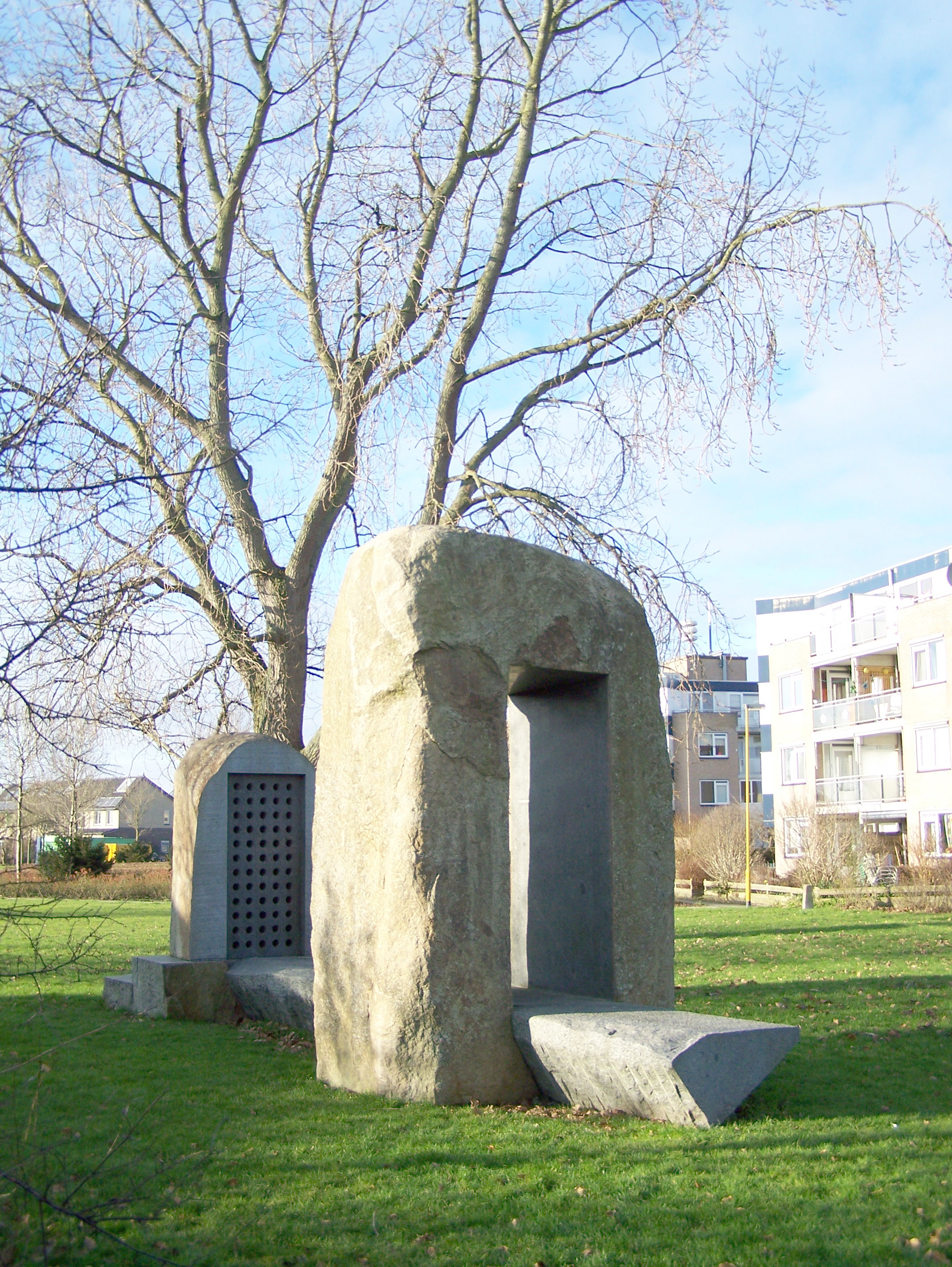
Granieten Poort (Granittor) (1999) in Heerhugowaard

Gerard Höweler  (* 8. September 1940 in Bandjermasin, Borneo; † 5. Mai 2021 in Amsterdam) war ein niederländischer Bildhauer.

## Leben und Werk
Von 1963 bis 1967 war Höweler zur Ausbildung an der Gerrit Rietveld-Academie in Amsterdam bei dem Bildhauer Carel Kneulman. Von den 1970er bis in die 1990er Jahre war er Dozent unter anderem an der Academie Minerva in Groningen. Höweler stellte regelmäßig im In- und Ausland aus, und zahlreiche seiner Werke sind in verschiedenen Staaten im Öffentlichen Raum aufgestellt.
1992 nahm Höweler als Steinbildhauer am Internationalen Bildhauersymposium Steine an der Grenze im französisch-deutschen Grenzgebiet in Merzig und im Saarland teil. Weitere Symposien, an denen er teilnahm, waren in Das Bildhauersymposion Villány (Ungarn), 1989 in Sendai (Japan), 1990 in Cochin (Indien), 1991 in Hagi (Japan), 1995 in Nanao (Japan), 1999 in Flörsheim (Deutschland) und 2007 sowie 2008 in Vietnam.

## Steinskulpturen (Auswahl)
- 1981: Steenskulptuur (Steinskulptur), Radbouthospitaal in Nijmegen (mit Dirk Müller)
- 1982: Steenskulptuur (Steinskulptur), Rijksachief in Assen
- 1983: Zwerfkeien met zitbanken (Rindling mit Sitzbänken), Hoge Dries in Apeldoorn
- 1984: Groep waterstenen I (Gruppe von Wassersteinen I), Dubbelsteijnpark in Dordrecht
- 1985: Watersculptuur (Wasserskulptur) in Amsterdam
- 1986: Wind en water (Wind und Wasser) in Zutphen
- 1986: Groep waterstenen (Gruppe von Wassersteinen), Wilhelminapark in Utrecht
- 1986: Circle (Kreis), Penitentiaire Inrichting in Breda
- 1987: In balance V (Im Gleichgewicht V) in Middenbeemster
- 1987: Lean against in Den Haag
- 1989: Square passage in Amersfoort
- 1990: Bridging, Eduard Douwes Dekkerhuis in Amsterdam
- 1992: Steenskulptuur, (Steinskulptur), in Steine an der Grenze
- 1993: Dawning love in Zeist
- 1993: Gate to the water in Breukelen
- 1994: Line of sight in Hoogkarspel
- 1995: Stapeling (Stapelung), Aanllophaven Westkade in Huizen
- 1996: Square inside bei den Watertoren in Laren
- 1999: Granieten poort (Granittor), Buurtpark Butterhuizen in Heerhugowaard
- 1999: Steinmantel, Skulptur bei Steine am Panoramaweg, Flörsheim am Main
- 2003: Doordringend (Durchdringung), Skulpturenpark-Zwijndrecht in Zwijndrecht

## Fotogalerie

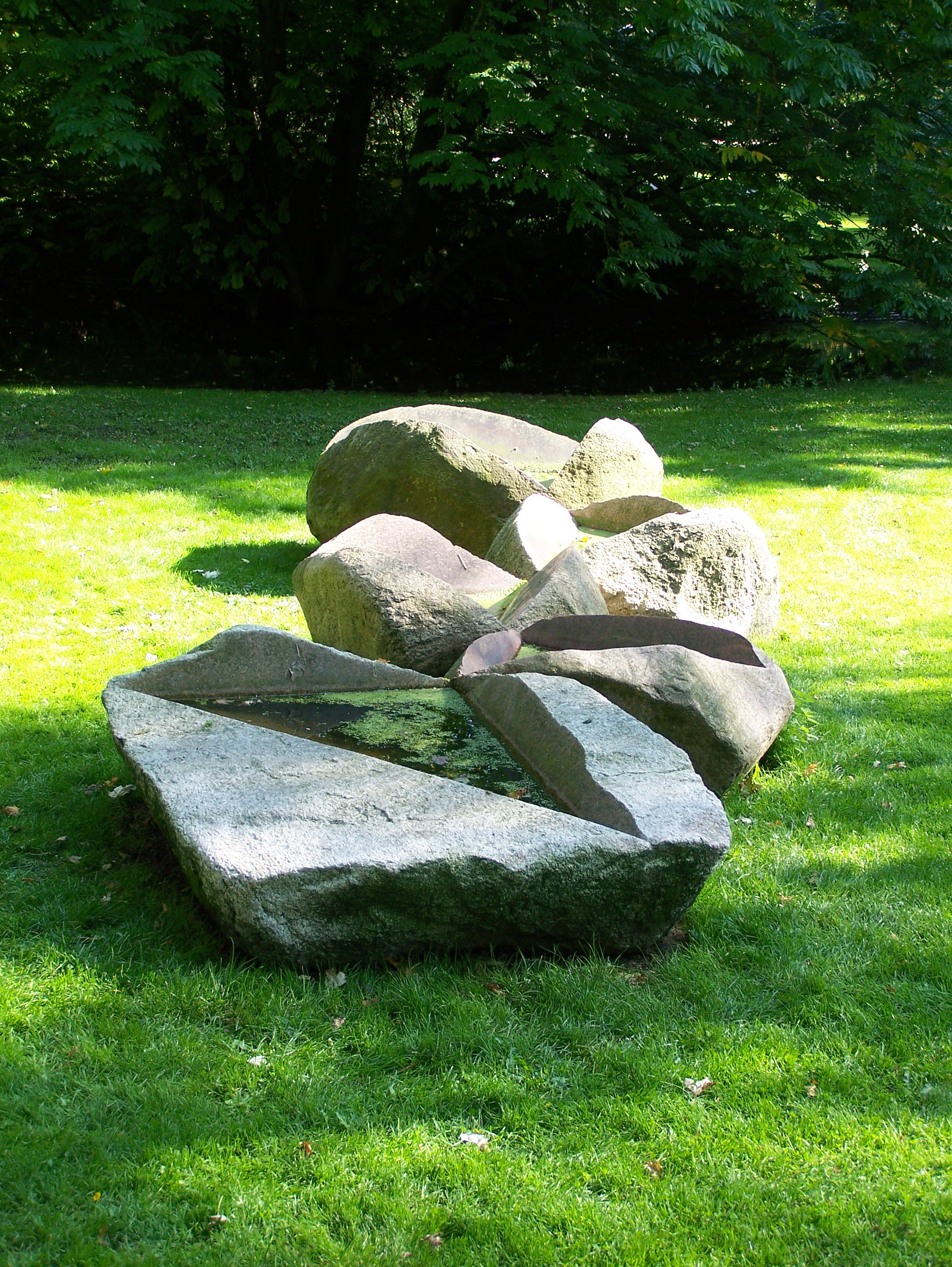
Watersteine im Wilhelminapark (Utrecht)
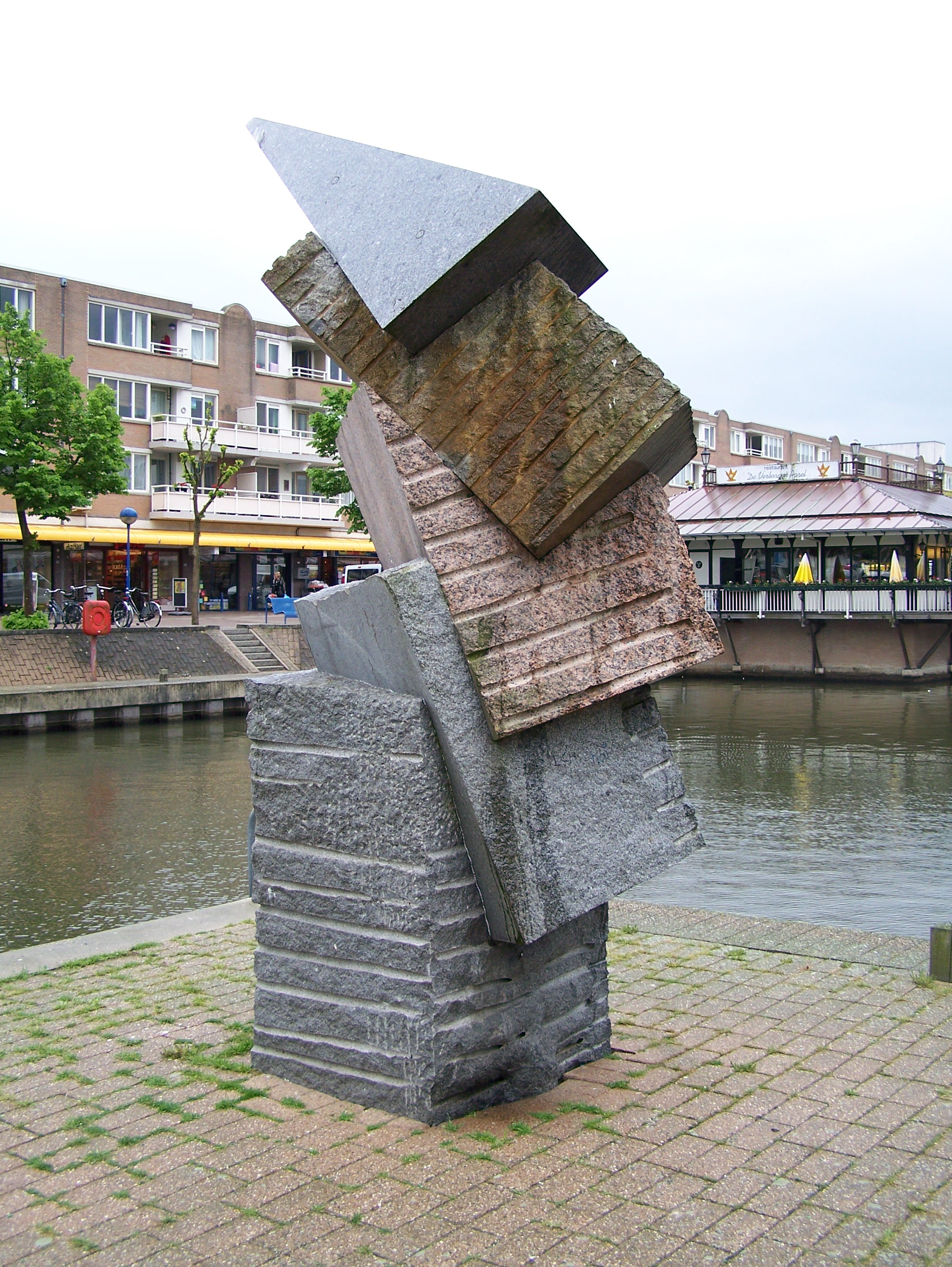
Die Stapelung (Huizen)
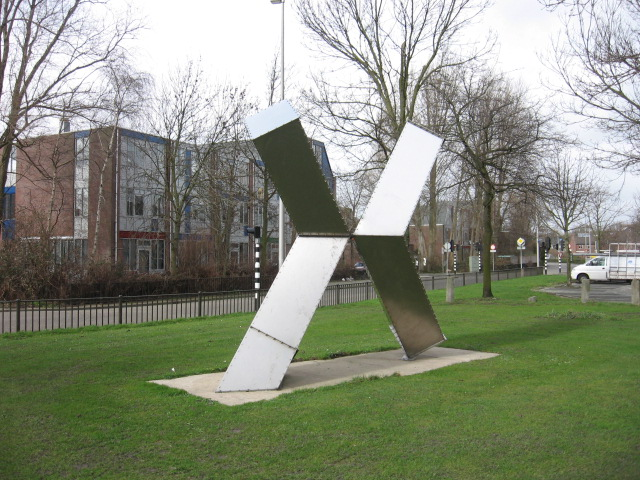
Kunstwerk in Tanthof Oost (Delft)
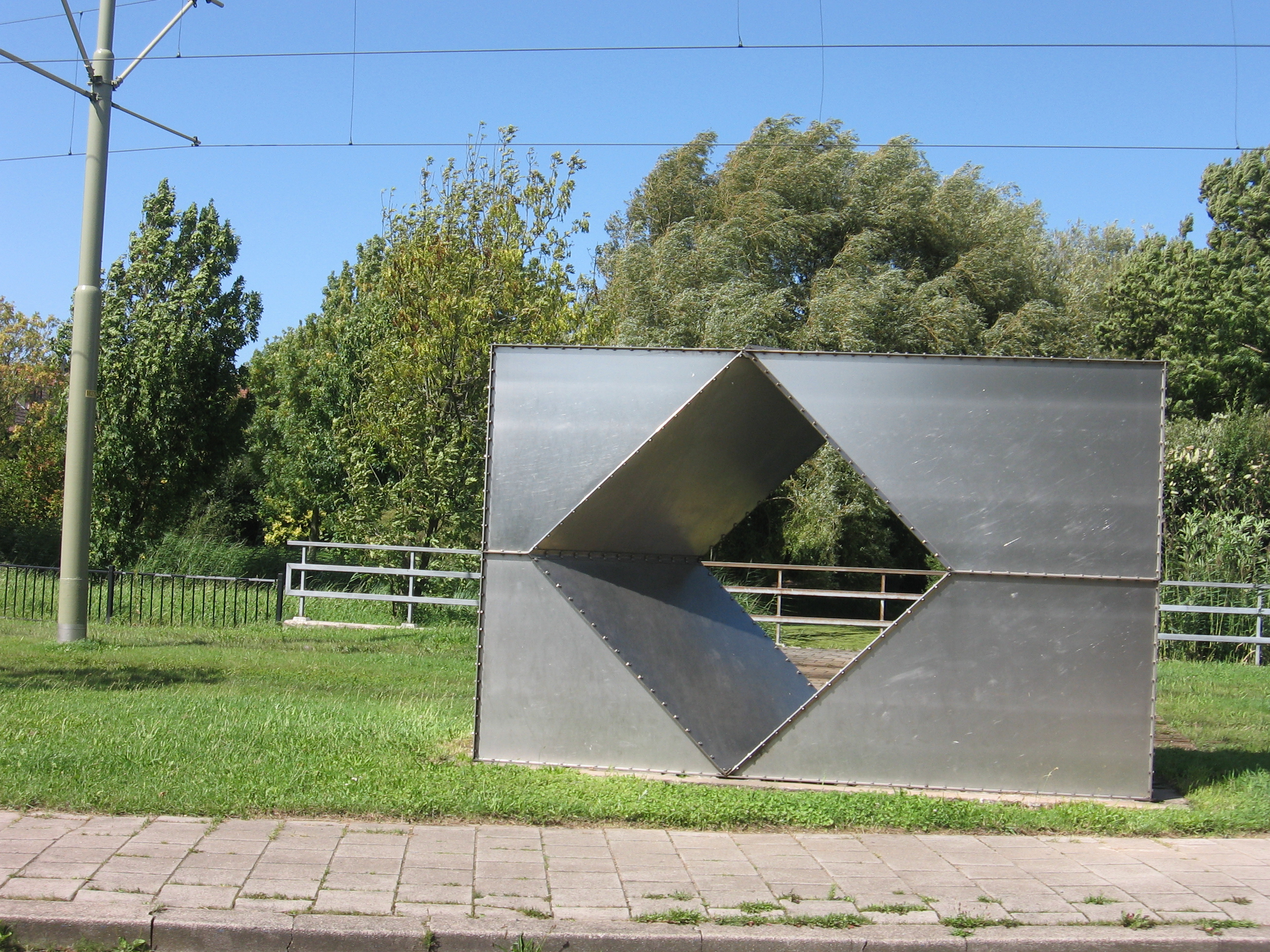
Kunstwerk in Tanthof West (Delft)
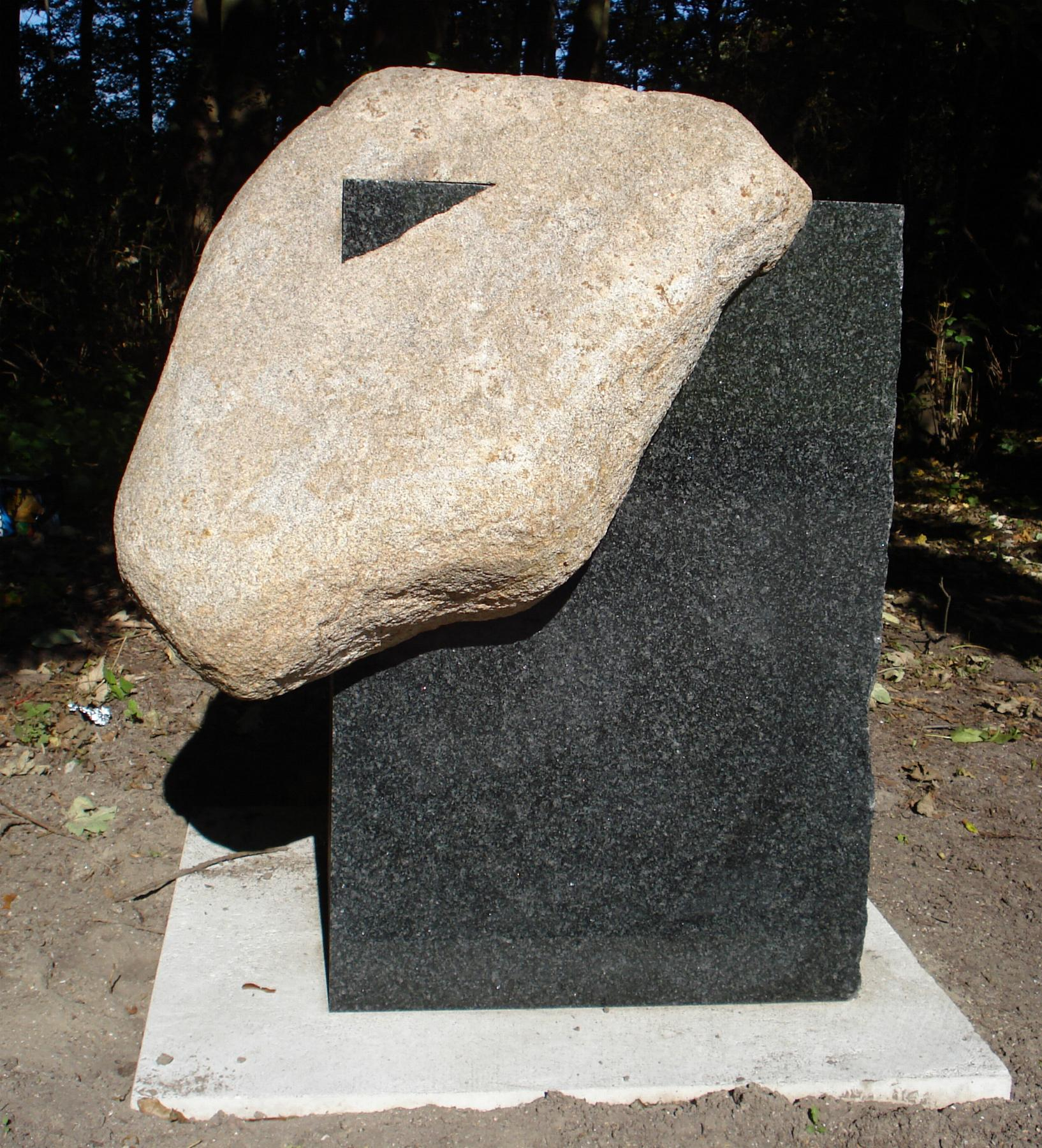
Durchdringung (Zwijndrecht)
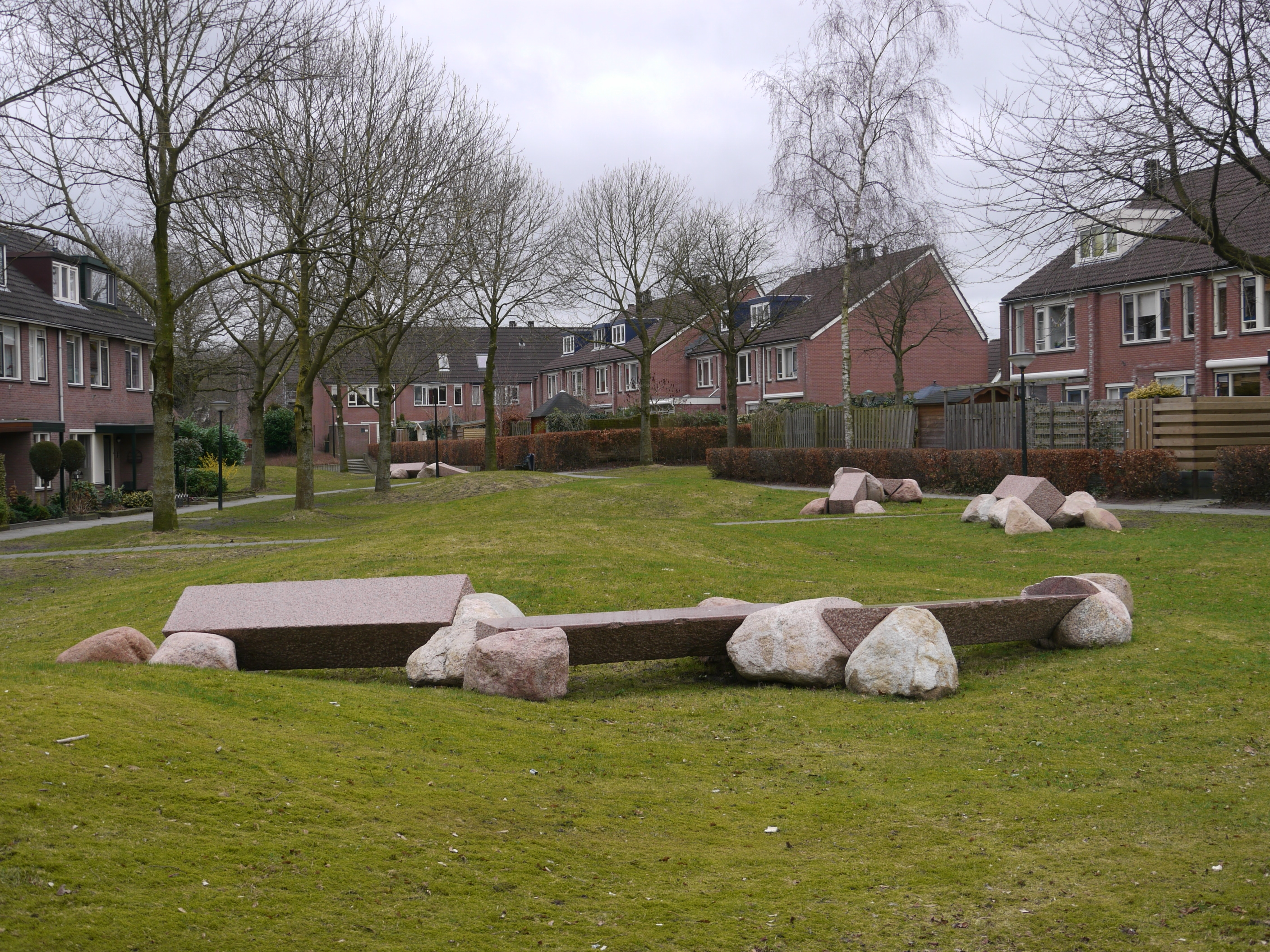
Findling mit Sitzbänken (Apeldoorn)